# Kilmacud Crokes
Il Kilmacud Crokes è un importante club di sport gaelici, con sede a Stillorgan, Dublino, Irlanda. Prende parte ai tornei organizzati dal county board di Dublino ed ha squadre di camogie, calcio gaelico e hurling.

## Storia

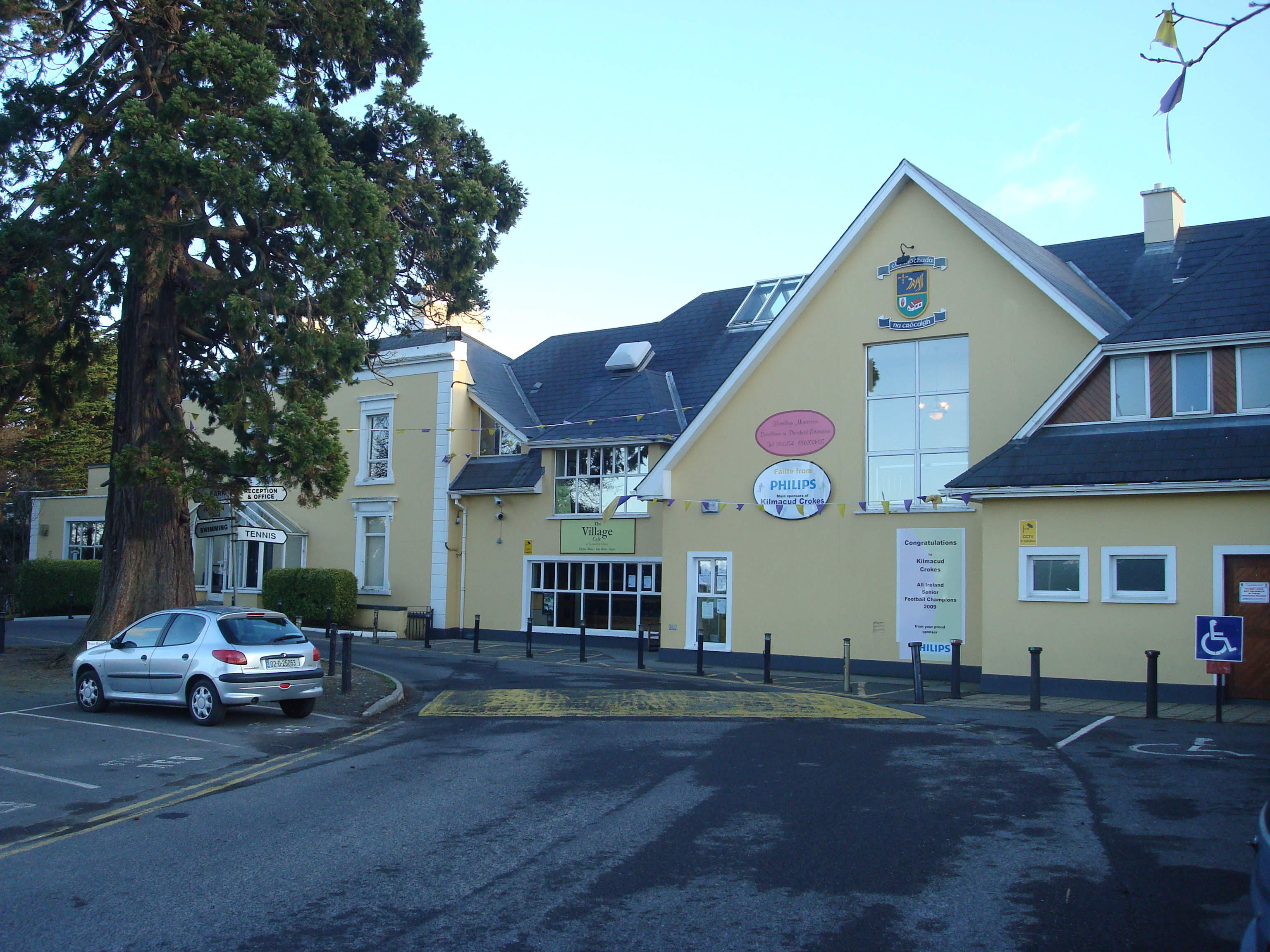
Sede del Kilmacud Crokes

Il club fu fondato nel 1959, in seguito ad un incontro presso la Saint Laurence's Hall, dove ora si trova il centro commerciale del paese. Sessanta persone donaro uno scellino a testa per un totale di 3.30 Irl £. La squadra aveva inizialmente divise bianco-verdi, colori cambiati poi nell'oro-viola attuale, sia perché sono i colori della scuola locale Scoil Lorcain Naofa, sia perché sono i colori del crocus. Il club si è distinto soprattutto a livello di calcio gaelico, conquistando ben due titoli All-Ireland, nel 1995 e nel 2009.

### Palmarès

#### Categoria senior
- All-Ireland Senior Club Football Championships: 2
  - 1995, 2009
- Leinster Senior Club Football Championships: 4
  - 1994, 2005, 2008, 2010
- Dublin Senior Football Championships: 7
  - 1992, 1994, 1998, 2004, 2005, 2008, 2010
- Dublin Senior Hurling Championships:4
  - 1966, 1974, 1976, 1985